# MHG Systems
MHG Systems частная компания с головным центром в  Миккели, Финляндия. Компания специализируется в разработке и распространении интернет ERP систем. Продукты компании MHG Systems базируются на таких технологиях, как мобильные телекоммуникации, GPS навигация и RFID.
В 2010, продукт компании MHG Systems, MHG Bioenergy ERP, был в первой десятке самых инновационных решений в соревновании Logica's Global Innovation Venture Partner.

## История
MHG Systems была основана в 2005, в качестве ИТ-компании по предоставлению сервисных услуг. При сотрудничестве с MikTech, офис был основан в здании Mikpoli, в центре города Миккели, где и находится по сей день. Как основатель компании, мистер Seppo Huurinainen был способен понять, что биомассой нельзя управлять эффективно посредством биоэнергетической цепочки поставки, и собрал ИТ-команду для разработки подходящего решения для  управления движения биомассы от источника к конечной точке.. На данный момент, продукты компании доступны на 13 языках. Последняя версия MHG Bioenergy ERP системы включает Алгоритм контроля влажности, разработанный совместно с Университетом Восточной Финляндии, Финским Исследовательским Институтом Леса и MHG Systems..
В 2009, MHG systems запустила бесплатную интернет версию калькулятора для оценки рентабельности биотопливного бизнеса, основанного на влажном содержимом. MHG Systems, вместе с Польской Исследовательской Инновационной Группой, разработали специально для Польши ИТ-систему управления ресурсами для шарикового производства и системы короткого обращения леса. Помимо стандартных возможностей SRF управления, система включает переработку золы и ила, получающихся от утилизации лесных деревьев (short rotation forestry), таких как ива и тополь . В результате кооперации были разработаны такие услуги, как MHG Pellet ERP и MHG SRF ERP.
MHG Systems имеет значительную сеть дилеров и торговых представителей в Хельсинки, Мюнхене, Мадриде, Бухаресте и Филадельфии .
MHG Systems предоставляет MHG FieldManager ERP сервис, разработанный для различного вида удалённых полевых работ. Как и MHG Bioenergy ERP,  Field Manager построен на MHG ERP платформе, и наследует большую часть его функционала. Сервис позволяет послать инструкции на удаленное рабочее место посредством SMS и мобильных сообщений. Инструкции могут быть получены различными устройствами, включая ноутбуки и мобильные устройства, также PDA устройства, навигационные и GPS устройства.
MHG Systems является частью консорциума, ответственного за разработку проекта "Sustainable Fuel Chain Combustion Plants", координируемого CLEEN fi:CLEEN в Финляндии.

## MHG Bioenergy ERP
MHG Bioenergy ERP интернет ERP система для управления цепочки поставки биоэнергетики и обеспечивает программные инструменты для управления биомассой, распределением заданий, транспортировкой, составление счета-фактуры, и переработкой золы. Система включает в себя следующие компоненты: MHG Power, MHG Forest, MHG Terminal, и MHG Recycling. Система может быть доступна с ноутбуков, настольных компьютеров и  смартфонов с поддержкой Java-технологии. Работа включает в себя уведомление оператора об уборочных знаках, записей местонахождения, количества, качество полевой работы посредством мобильных устройств и передачи информации Рубщику 
MHG Mobile PC — это приложение для Windows PC, разработанное для тяжёлой лесной техники, которое может быть установлено на встроенных компьютерах. Приложение разработано для сбора данных в автономном режиме и обеспечивает водителей возможностью послать бесплатные текстовые сообщения в центр.. MHG Bioenergy ERP — это распределенная система, основанная на принципе SaaS
В 2010, алгоритм прогнозирования влажности был разработан в качестве части MHG Bioenergy ERP системы. Алгоритм был разработан для предсказания влажности хранимой биомассы, основываясь на изначальной влажности содержимого, используя методы, разработанные совместно с Финским Исследовательским Институтом Леса и Университетом Восточной Финляндии. Использование подобного алгоритма позволяет оптимизировать цепочку поставки биоэнергетики, распределяя вырубку, транспортировку и утилизацию биомассы, основываясь на определении её состояния влажности. Данный алгоритм позволяет предсказать степень влажность биомассы на 6 месяцев вперед. Транспортировка сухой биомассы позволяет повысить эффективность производства биоэнергетики и минимизировать выброс CO2 в атмосферу.
MHG Bioenergy ERP картографический метод основан на Google Premium Maps и также способен использовать растровые карты. Система также включает в себя Gpx-интерфейс и предоставляет средства для работы и оборудования слежения. Также существует MHG Mobile приложение для Blackberry телефонов.

## Сотрудничество с Feedstock Optimum
MHG Systems тесно сотрудничает с представителем решений в области биоэнергетики, Feedstock Optimum. Компании совместно реализуют проекты такие, как повышение притока биомассы из России для питания электростанций в Восточной Финляндии, как часть проекта ENPI  CBC, при поддержке Европейского Союза и проекты поддерживаемые со стороны ABREF. Обе компании планируют участвовать в строительстве завода по переработке древесины в Пензенской области России.

## Сотрудничество с исследовательскими институтами
Университет Восточной Финляндии

Metla - Финский Исследовательский Институт Леса

Университет Аалто

## Внешние ссылки
- mhgsystems.com — официальный сайт MHG Systems
- www.feedstock.fi